# Segreti (Natale Galletta)
Segreti è un album di Natale Galletta, pubblicato nel 1991.

## Tracce
1. Tutto farei per te
2. Stanza n° 6
3. Nun me tentà
4. Lascia stare
5. ...e staje partendo tu
6. Sarai mia
7. ...e ritorni da lui
8. Ti ricordi
9. Nuje simmo e nuje
10. O lui o me